# Vasa (ladja)
Švedska vojaška ladja Vasa se je potopila na svoji krstni plovbi 10. avgusta 1628 potem, ko je izplula iz stockholmskega pristanišča. Preplula je komaj 1300 m in se potopila na globino 32 m 120 m od obale. Potonila je, potem ko so v 17. stoletju rešili večino njenih dragocenih bronastih topov, dokler je niso ponovno našli konec 1950-ih na prometnem ladijskem območju v stockholmskem pristanišču. Ladjo so rešili z večinoma nepoškodovanim trupom leta 1961. Do leta 1988 je bila nastanjena v začasnem muzeju Wasavarvet ('Ladjedelnica Vasa'), nato pa so jo trajno preselili v muzej Vasa v Kraljevem narodnem mestnem parku v Stockholmu. Med njenim odkritjem leta 1961 in začetkom leta 2025 si je Vaso ogledalo več kot 45 milijonov obiskovalcev.
Ladja je bila zgrajena po ukazu švedskega kralja Gustava II. Adolfa kot del vojaške širitve, ki jo je sprožil v vojni s Poljsko-Litvo (1621–1629). Zgrajena je bila v ladjedelnici mornarice v Stockholmu po pogodbi z zasebnimi podjetniki v letih 1626–1627 in oborožena predvsem z bronastimi topovi, ulitimi v Stockholmu posebej za ladjo. Bogato okrašena kot simbol kraljevih ambicij za Švedsko in njega samega, je bila po dokončanju ena najmočneje oboroženih ladij na svetu. Vendar je bila Vasa nevarno nestabilna, saj je imela preveliko težo v zgornji konstrukciji trupa. Kljub tej pomanjkljivi stabilnosti je dobila ukaz za odplutje in se je potopila le nekaj minut po tem, ko je naletela na veter, močnejši od vetra.
Ukaz za odplutje je bil posledica kombinacije dejavnikov. Kralj, ki je v času njenega prvega potovanja vodil vojsko na Poljskem, je bil nestrpen, da bi jo videl, kako zaseda mesto vodilne ladje rezervne eskadrilje v Älvsnabbenu v Stockholmskem arhipelagu. Hkrati kraljevim podrejenim ni uspelo odkrito razpravljati o težavah ladje ali doseči preložitve prve plovbe. Švedski tajni svet je organiziral preiskavo, da bi našel odgovorne za nesrečo, vendar na koncu nihče ni bil kaznovan.
Med iskanjem ladje leta 1961 so morski arheologi v in okoli trupa ladje Vasa našli na tisoče artefaktov in posmrtne ostanke najmanj 15 ljudi. Med številnimi najdenimi predmeti so bila oblačila, orožje, topovi, orodje, kovanci, jedilni pribor, hrana, pijača in šest od desetih jader. Artefakti in sama ladja so znanstvenikom ponudili neprecenljiv vpogled v podrobnosti pomorskega vojskovanja, tehnike gradnje ladij, razvoj jadralnih ploščadi in vsakdanje življenje na Švedskem v začetku 17. stoletja. Danes je Vasa najbolje ohranjena ladja iz 17. stoletja na svetu, ki odgovarja na številna vprašanja o zasnovi in delovanju ladij iz tega obdobja. Razbitina ladje Vasa je nenehno podvržena spremljanju in nadaljnjim raziskavam o tem, kako jo ohraniti.

## Zgodovinsko ozadje
V 17. stoletju se je Švedska iz redko poseljenega, revnega in obrobnega severnoevropskega kraljestva z majhnim vplivom razvila v eno glavnih sil v celinski politiki. Med letoma 1611 in 1718 je bila prevladujoča sila v Baltiku in sčasoma pridobila ozemlje, ki je Baltik obdajalo z vseh strani. Ta vzpon na vidno mesto v mednarodnih zadevah in povečanje vojaške moči, imenovano stormaktstiden ('doba veličine' ali 'obdobje velikih sil'), je omogočilo zaporedje sposobnih monarhov in vzpostavitev močne centralizirane vlade, ki je podpirala zelo učinkovito vojaško organizacijo. Švedski zgodovinarji so to opisali kot enega bolj ekstremnih primerov zgodnje moderne države, ki je skoraj vse svoje razpoložljive vire uporabila za vodenje vojne; Majhno severno kraljestvo se je preobrazilo v fiskalno-vojaško državo in eno najbolj militariziranih držav v zgodovini.
Gustav II. Adolf (1594–1632) velja za enega najuspešnejših švedskih kraljev glede na uspeh v vojskovanju. Ko je bila zgrajena Vasa, je bil na oblasti že več kot desetletje. Švedska je bila vpletena v vojno s Poljsko-Litvo in je z zaskrbljenostjo gledala na razvoj tridesetletne vojne v današnji [[Nemčija|Nemčiji]g. Vojna je divjala od leta 1618 in z protestantskega vidika ni bila uspešna. Kraljevi načrti za poljsko kampanjo in za zavarovanje švedskih interesov so zahtevali močno pomorsko prisotnost v Baltiku.
Švedska mornarica je v 1620-ih utrpela več hudih neuspehov. Leta 1625 je eskadriljo, ki je križarila v Riškem zalivu, ujela nevihta, deset ladij pa je nasedlo in se razbilo. V bitki pri Oliwi leta 1627 je bila švedska eskadra prelisičena in poražena s strani poljskih sil, dve veliki ladji pa sta bili izgubljeni. Tigern ('Tiger'), ki je bila švedska admiralova paradna ladja, so ujeli Poljaki, Solen ('Sonce') pa je njena lastna posadka razstrelila, ko so se nanjo vkrcali in jo skoraj ujeli. Leta 1628 so bile v manj kot mesecu dni izgubljene še tri velike ladje. Admirala Klasa Fleminga paradna ladja Kristina je bila razbita v nevihti v Danziškem zalivu, Riksnyckeln ('Ključ kraljestva') je nasedla pri Vikstenu v južnem Stockholmskem arhipelagu, Vasa pa je potonila na svoji prvi plovbi.
Gustav II. Adolf se je boril v pomorskem bojevanju na več frontah, kar je še poslabšalo težave mornarice. Poleg bojev s poljsko mornarico so Švede posredno ogrožale tudi cesarske sile, ki so napadle Jutlandijo. Švedski kralj ni imel veliko sočutja do danskega kralja Kristijana IV., Danska in Švedska pa sta bili že več kot stoletje zagrenjeni sovražnici. Vendar se je Švedska bala katoliške osvojitve Københavna in Zelandije. To bi katoliškim silam omogočilo nadzor nad strateškimi prehodi med Baltskim in Severnim morjem, kar bi bilo katastrofalno za švedske interese.
Do začetka 17. stoletja je bila švedska mornarica sestavljena predvsem iz majhnih do srednje velikih ladij z eno samo palubo, običajno oboroženih z 12-funtnimi in manjšimi topovi; te ladje so bile cenejše od večjih ladij in so bile zelo primerne za spremstvo in patruljiranje. Ustrezale so tudi prevladujočemu taktičnemu razmišljanju v mornarici, ki je poudarjalo vkrcanje kot odločilni trenutek v pomorski bitki in ne topništvo. Kralj, ki je bil navdušen artilerijec, je videl potencial ladij kot topniških platform, velike, močno oborožene ladje pa so v političnem prizorišču pomorske moči naredile bolj dramatično izjavo. Začenši z Vaso, je naročil vrsto ladij z dvema polnima palubama, opremljenih z veliko težjimi topovi.
Po Vasi so bile zgrajene štiri takšne ladje: Äpplet ('Jabolko'[a]), Kronan ('Krona'), Scepter in Göta Ark (dobesedno 'Skrinja Gotalanda'), preden je Tajni svet po kraljevi smrti leta 1632 preklical naročila za ostale. Te ladje, zlasti Kronan in Scepter, so bile veliko uspešnejše, sodelovale so v bitkah in služile kot vodilni ladji v švedski mornarici do 1660-ih. Druga od tako imenovanih regalskepp (običajno prevedena kot 'kraljeve ladje'), Äpplet, je bila dokončana leta 1629 in velja za sestrsko ladjo Vase. Edina pomembna razlika med obema je bila povečanje širine Äpplet za približno meter. Razbitina ladje Äpplet, ki je bila vidno zelo podobna ladji Vasa, je bila najdena decembra 2021. Domneva se, da so bile Äpplet in druge ladje na koncu razstavljene in potopljene kot podvodne ovire proti sovražnim ladjam.

## Ime
Ime Vasa ni napisano nikjer na ladji. Kjer bi ga pričakovali na sodobni ladji (krma), je precejšen vrez grba hiše Vasa. Osrednji heraldični simbol tega je 'vaza', ki je v času gradnje ladje označevala snop pšenice (ali pšenični snop). Prav ta glavni heraldični element daje ladji ime.
V sodobnih dokumentih se je ime najpogosteje zapisovalo kot Wasen ali Wasan. Švedsko črkovanje je bilo racionalizirano v začetku 20. stoletja in ena od teh sprememb je bila zamenjava W z V. Izgovorjava se ni spremenila. V švedščini je določeni člen pripona -(e)n ali -(e)t, odvisno od slovničnega spola samostalnika: Vasa. Odločitev Vasamuseeta je bila, da sledi rabi za imena vojnih ladij v angleščini, ki je brez določenega člena.
Beseda Vasa se je uporabljala v imenih vsaj sedmih švedskih vojnih ladij, dve sta bili zgrajeni pred to ladjo (ok. 1570 in 1599) in štiri po njej, pri čemer je bila najnovejša zgrajena leta 1902.

## Gradnja
Tik preden je bila ladja Vasa naročena, je bil na nizozemskem rojeni Henrik Hybertsson (»mojster Henrik«) ladjedelničar v stockholmski ladjedelnici. 16. januarja 1625 sta mojster Henrik in poslovni partner Arendt de Groote podpisala pogodbo za gradnjo štirih ladij, dveh s kobilico približno 41 m in dveh manjših z dolžino 33 m.
Mojster Henrik in Arendt de Groote sta leta 1625 začela kupovati surovine, potrebne za prve ladje, les sta kupovala od posameznih posestev na Švedskem, pa tudi grobo žagane deske v Rigi, Königsbergu (današnji Kaliningrad) in Amsterdamu. Ko so se jeseni 1625 pripravljali na začetek gradnje prve od novih ladij, si je Henrik prek viceadmirala Klasa Fleminga dopisoval s kraljem o tem, katero ladjo naj zgradijo najprej. Izguba desetih ladij v Riškem zalivu je kralja spodbudila k predlogu za gradnjo dveh novih, srednje velikih ladij kot hiter kompromis in poslal specifikacijo za to, ladjo, ki bi bila na kobilici dolga 37 m. Henrik je zavrnil, saj je že razžagal les za veliko in majhno ladjo. Kobilico za večjo ladjo je položil konec februarja ali v začetku marca 1626.[20] Mojster Henrik ni nikoli videl dokončane Vase; konec leta 1625 je zbolel in do poletja 1626 je nadzor nad deli v ladjedelnici predal drugemu nizozemskemu ladjedelničarju, Henriku "Heinu" Jacobssonu. Umrl je spomladi 1627, verjetno približno v istem času, ko je bila ladja spuščena na morje. Po splovitvi so se nadaljevala dela z dokončanjem zgornje palube, krmnega dela, kljunastega dela in vrvi. Švedska še vedno ni razvila večje industrije jadrnega blaga, zato je bilo treba material naročiti iz tujine. V pogodbi za vzdrževanje vrvi je bilo določeno francosko jadrno blago, vendar je blago za jadra ladje Vasa najverjetneje prišlo iz Nizozemske. Jadra so bila večinoma izdelana iz konoplje in delno iz lanu. Vrvi so bile v celoti izdelane iz konoplje, uvožene iz Latvije prek Rige. Kralj je ladjedelnico obiskal januarja 1628 in opravil verjetno svoj edini obisk na ladji.
Poleti 1628 je kapitan Söfring Hansson, odgovoren za nadzor gradnje ladje, poskrbel za demonstracijo stabilnosti ladje za viceadmirala Fleminga, ki je pred kratkim prispel v Stockholm iz Prusije. Trideset mož je teklo naprej in nazaj po zgornji palubi, da bi ladjo premaknili naprej, vendar je admiral ustavil poskus po le treh vožnjah, ker se je bal, da se bo ladja prevrnila. Po pričevanju kapitana ladje Görana Mattsona je Fleming pripomnil, da si želi, da bi bil kralj doma. Gustav Adolf je nenehno pošiljal pisma, v katerih je vztrajal, da se ladja čim prej izpluje.

### Zasnova in stabilnost
Veliko se ugiba o tem, ali je bila Vasa med gradnjo podaljšana in ali je bila dodatna paluba za ladjo dodana pozneje med gradnjo. Ni dokazov, da bi bila Vasa po polaganju kobilice bistveno spremenjena. Ladje, ki so bile sočasne z Vaso in so bile podaljšane, so bile prerezane na pol in med obstoječe dele so bili vstavljeni novi leseni tramovi, zaradi česar je bil dodatek zlahka prepoznaven, vendar v trupu ni mogoče prepoznati nobenega takega dodatka, niti ni dokazov o kakršnih koli poznejših dodatkih druge palube za ladjo.
Kralj je 5. avgusta 1626 za ladjo naročil dvainsedemdeset 24-funtnih topov, kar je bilo preveč, da bi se prilegalo na eno samo palubo za ladjo. Ker je bil kraljev ukaz izdan manj kot pet mesecev po začetku gradnje, bi prišel dovolj zgodaj, da bi bila druga paluba vključena v načrt. Francoska ladja Galion du Guise, ki je bila po Arendt de Groote uporabljena kot model za Vaso, je imela prav tako dve palubi za ladjo. Laserske meritve strukture ladje Vasa, opravljene med letoma 2007 in 2011, so potrdile, da med gradnjo ni bilo večjih sprememb, vendar je bilo težišče previsoko.
Med gradnjo ladje Vasa je bilo nekaj dvomov glede natančne oborožitve. Ena od težav je bila iskanje dovolj topov, ki bi ustrezali specifikacijam. Glavni možnosti sta bili baterija 24-funtnih topov na spodnji topovski palubi, zgornja topovska paluba pa bi imela 12-funtne topove – v primerjavi s samo 24-funtnimi topovi na obeh topovskih palubah. Vasa je bila dejansko zgrajena z zgornjimi odprtinami na topovski palubi, dimenzioniranimi za manjše 12-funtne topove. Končna odločitev pa je bila skupno 56 24-funtnih topov, razporejenih na obeh topovskih palubah. Vsi ti topovi niso bili dobavljeni do izplutja, saj so bili v času potopa na krovu nekateri prazni lafetni vozovi.
Vasa je bila zgodnji primer vojne ladje z dvema polnima palubama in je bila zgrajena v času, ko teoretična načela ladjedelništva še niso bila dobro razumljena. Dve palubi sta bili veliko bolj zapleten kompromis med plovnostjo in ognjeno močjo kot ena sama paluba. Celotna porazdelitev teže, zlasti trup sam, je bila pretežka na vrhu. Te osnovne napake ni bilo mogoče odpraviti zgolj z dodajanjem več balastne mase in bi morda celo zahtevala večjo prenovo. Varnostne meje v 17. stoletju so bile tudi daleč pod vsem, kar bi bilo sprejemljivo danes. V kombinaciji z dejstvom, da so bile vojne ladje v 17. stoletju zgrajene z namerno visokimi nadgradnjami (ki so se uporabljale kot strelske ploščadi), je bila zaradi tega Vasa tvegana naloga.

### Oborožitev
Vasa je bila zgrajena v času prehoda pomorske taktike, iz obdobja, ko je bilo vkrcanje še vedno eden glavnih načinov boja proti sovražnim ladjam, v obdobje strogo organiziranih linijskih ladij in osredotočenosti na zmago z vrhunskim topništvom. Vasa je bila oborožena z močnimi topovi in zgrajena z visoko krmo, ki je služila kot strelska ploščad pri vkrcavanju za nekaj od 300 vojakov, ki naj bi jih prevažala, vendar visok trup in ozka zgornja paluba nista bila optimizirana za vkrcanje. Ni bila niti največja ladja, kar jih je bilo kdaj koli zgrajenih, niti tista, ki je prevažala največje število topov. Kar jo je naredilo verjetno najmočnejšo vojno ladjo tistega časa, je bila skupna teža izstrelkov, ki jih je bilo mogoče izstreliti iz topov na eni strani: 588 funtov (267 kg), brez topov stormstycken, topov, ki se uporabljajo za streljanje protipehotnega streliva namesto polnih izstrelkov. To je bila takrat največja koncentracija topništva na eni sami vojni ladji v Baltiku, morda v vsej severni Evropi, in šele v 1630-ih je bila zgrajena ladja z večjo ognjeno močjo. Ta velika količina pomorskega topništva je bila nameščena na ladji, ki je bila precej majhna glede na oborožitev, ki ga je nosila. Za primerjavo, USS Constitution, fregata, ki so jo Združene države Amerike zgradile 169 let po Vasi, je imela približno enako ognjeno moč, vendar je bila več kot 700 ton težja.
Vendar pa je Constitution pripadala poznejšemu obdobju pomorskega vojskovanja, ki je uporabljalo taktiko bojne linije, kjer so se ladje borile v vrsti ladij (ali vrsti pred njimi) in poskušale usmeriti baterije ene strani vsake ladje proti sovražniku. Topovi so bili usmerjeni v isto smer, ogenj pa se je lahko osredotočil na en sam cilj. V 17. stoletju taktike, ki bi vključevale organizirane formacije velikih flot, še niso bile razvite. Ladje so se borile posamično ali v majhnih improviziranih skupinah in so se osredotočale na vkrcavanje. Čeprav je imela Vasa mogočno baterijo, je bila zgrajena s to taktiko v mislih in zato ni imela enotnega bočnega napada s topovi, ki bi bili vsi usmerjeni v približno isto smer. Topovi so bili namenjeni neodvisnemu streljanju in so bili razporejeni glede na ukrivljenost trupa, tako da je bila ladja polna topništva v vse smeri in je pokrivala praktično vse kote. Vendar topovi, obrnjeni proti krmi, še vedno niso bili na krovu, ko se je ladja potopila.
Pomorska topniška industrija je bila v 17. stoletju še v povojih. Topovi so bili dragi in so imeli veliko daljšo življenjsko dobo kot katera koli vojna ladja. Topovi z življenjsko dobo več kot stoletje niso bili redkost, medtem ko je bila večina vojnih ladij uporabljena le 15 do 20 let. Na Švedskem in v mnogih drugih evropskih državah ladja običajno ni »lastila« svojih topov, temveč je za vsako sezono kampanje prejemala oborožitev iz orožarne. Zato so bile ladje običajno opremljene s topovi zelo različne starosti in velikosti. Kar je ladji Vasa omogočilo, da je nosila toliko ognjene moči, ni bilo le to, da je bilo nenavadno veliko število topov stlačenih v relativno majhno ladjo, ampak tudi to, da je bilo 46 glavnih 24-funtnih topov nove in standardizirane lahke zasnove. Ti so bili uliti v eni sami seriji v državni livarni topov v Stockholmu pod vodstvom v Švici rojenega ustanovitelja Medardusa Gessusa. Dva dodatna 24-funtna topa, težje in starejše zasnove, sta bila nameščena v premcu kot lovilca premcev. Za krmo so bili namenjeni še štirje težki topovi, vendar livarna topov ni mogla ulivati topov tako hitro, kot je lahko ladjedelnica gradila ladje, zato je Vasa na oborožitev čakala skoraj leto dni po končani gradnji. Ko je ladja avgusta 1628 izplula, osem od načrtovanih 72 topov še vedno ni bilo dobavljenih. Vse topove je bilo treba v tem času izdelati iz individualno izdelanih kalupov, ki jih ni bilo mogoče ponovno uporabiti, vendar so bili Vasini topovi pri izdelavi tako enotno natančno izdelani, da so se njihove primarne dimenzije razlikovale le za nekaj milimetrov, njihovi premeri pa so bili skoraj natanko 146 mm. Preostalo oborožitev Vase je sestavljalo osem 3-funtnih topov, šest velikih kalibrov stormstycken (podobno kot so Angleži imenovali havbice) za uporabo med vkrcavanjem in dva 1-funtna falconeta. Na krovu je bilo tudi 894 kilogramov smodnika in več kot 1000 različnih vrst nabojev za topove.
Palube ladje Vasa niso vzporedne z vodno črto, temveč sledijo naravni liniji trupa; to krivuljo je mogoče jasno videti na nekaterih fotografijah, posnetih v notranjosti ladje. Do sredine 17. stoletja so imele vojne ladje palubo za topove postavljeno vzporedno z vodno črto. Zaradi razporeditve na ladji Vasa ni treba prerezati topovskih odprtin skozi strukturne stene, ki prav tako sledijo tej krivulji. Kasnejša razporeditev pomeni, da so spodnje topovske odprtine na palubi za topove dosledno nad vodno črto, s čimer se prepreči nepotrebno visoka teža topov in konstrukcije te palube proti premcu in krmi.

### Jadralna oprema
Na splošno so jambori, jadra in vrvje, če niso izgubljeni v prvotnem nesrečnem dogodku, veliko bolj izpostavljeni sodobnemu reševanju, degradaciji ali izgubi kot spodnji deli trupa, ki običajno sestavljajo ostanke razbitin. Pri Vasi so se ohranili praktično vsi spodnji sprednji in glavni jambori, velik del poševnika in dve jardi, ki verjetno izvirata iz ladje. K temu je treba dodati šest jader (od desetih), ki niso bila postavljena na prvem potovanju, ampak so bila shranjena spodaj v jadrnici, 412 blokov za topove in vrvje (plus 143 kosov), najdenih iz morebitne opreme približno 600, očesa za nastavitev napetosti v vrveh, od katerih jih je bilo najdenih 125, rebra in podvozja ter vrvi. Za primerjavo, razbitina ladje Red Bay 24M (potopljena verjetno leta 1565) je dala 48 stoječih blokov (kar ustreza obrambnim blokom) in 24 tekočih blokov, medtem ko je Mary Rose (potopljena leta 1545) dala le bloke, ki so bili shranjeni pod palubo – najdeno jadro pa še ni bilo raziskano. Nobena od teh ladij ni imela ohranjenih jamborov, njihova velikost pa je bila ocenjena le na podlagi dimenzij partnerjev jamborov in stopnic. Najdbe jadralne opreme ladje Vasa zlahka presegajo skupno število najdb iz teh dveh razbitin ter tistih iz La Belle (potopljena leta 1686) in Santo Antonio de Tanna (potopljena leta 1697).[36][37]

### Ornamentika
Kot je bilo takrat običajno pri vojnih ladjah, je bila Vasa okrašena s skulpturami, namenjenimi poveličevanju avtoritete, modrosti in bojnih spretnosti monarha, pa tudi zasmehovanju, zasmehovanju in ustrahovanju sovražnika. Skulpture so predstavljale precejšen del truda in stroškov gradnje ladje.
Na številnih skulpturah in drugih delih ladje so našli ostanke barve. Celotna ornamentika je bila nekoč pobarvana v živih barvah. Stranice kljunaste glave (štrleča struktura pod premcem), braniki (zaščitna ograja okoli nadstreška), strehe galerij in ozadje zgornjih delov krme so bili pobarvani rdeče, skulpture pa so bile okrašene v svetlih barvah, bleščeč učinek le-teh pa je bil ponekod poudarjen z zlatimi lističi. Vasa ni toliko primer močno pozlačenih skulptur zgodnje baročne umetnosti, temveč bolj "zadnjih izdihov srednjeveške kiparske tradicije" z njeno naklonjenostjo kričečim barvam, v slogu, ki bi ga danes imeli za ekstravagantnega ali celo vulgarnega.
Skulpture so izrezljane iz hrasta, bora ali lipe, številne večje skulpture, kot je ogromna 3 metre dolga figura leva v obliki glave, pa so sestavljene iz več posamezno izrezljanih delov, ki so spojeni z vijaki. Na ladji je skoraj 500 skulptur, večina jih je skoncentriranih na visoki krmi in njenih galerijah ter na kljunasti glavi. Vsaka stran kljuna je imela prvotno 20 figur (čeprav so jih dejansko našli le 19), ki so upodabljale rimske cesarje od Tiberija do Septimija Severa.

## Prvo potovanje
Potop
10. avgusta 1628 je kapitan Söfring Hansson ukazal Vasi, naj se odpravi na svoje prvo potovanje do pomorske postaje v Älvsnabbenu. Dan je bil miren, pihal je le rahel veter z jugozahoda. Ladjo so nagnili (vlekli s sidrom) vzdolž vzhodnega obalnega območja mesta do južne strani pristanišča, kjer so postavili štiri jadra in se usmerili proti vzhodu. Topovnice so bile odprte in topovi so bili nagnjeni, da bi izstrelili pozdrav, ko je ladja zapustila Stockholm.
Ko je Vasa plula pod zavetrjem pečin na jugu (danes imenovanih Södermalm), je sunek vetra napolnil njena jadra in nenadoma se je nagnila v levo. Ponjave so bile odvržene in ladja se je počasi poravnala, ko je sunek vetra minil. Pri Tegelvikenu, kjer je v pečinah odprtina, je še močnejši sunek vetra ponovno prisilil ladjo na levo stran, tokrat je potisnil odprta spodnja strelišča pod gladino, kar je omogočilo, da je voda prodrla na spodnjo palubo. Voda, ki se je nabirala na palubi, je hitro presegla minimalno sposobnost ladijskega vzravnavanja in voda je še naprej vdirala, dokler ni stekla v skladišče. Ladja se je hitro potopila na globino 32 m, le 120 m od obale. Preživeli so se oklepali razbitin ali zgornjih jamborov, ki so bili še vedno nad gladino. Številni bližnji čolni so jim prihiteli na pomoč, a kljub tem prizadevanjem in kratki razdalji do kopnega je po poročanjih skupaj z ladjo umrlo 30 ljudi. Vasa se je potopila pred očmi množice več sto, če ne tisočev, večinoma navadnih Stockholmčanov, ki so prišli gledat izplutje ladje. V množici so bili tuji veleposlaniki, pravzaprav vohuni zaveznikov in sovražnikov Gustava Adolfa.

## Arheologija
Vasa je za arheologe predstavljala izjemen izziv. Še nikoli prej ni bila na voljo za izkopavanja štirinadstropna zgradba, katere večina prvotne vsebine je bila večinoma nedotaknjena. Pogoji, v katerih je morala ekipa delati, so še povečali težave. Ladjo je bilo treba ohranjati vlažno, da se ne bi izsušila in razpokala, preden bi jo lahko ustrezno konservirali. Kopanje je bilo treba izvajati pod stalnim rosenje vode in v blatu, prekritem z muljem, ki je lahko bilo globoko več kot 1 meter.
Da bi ugotovili mesta najdb, je bil trup razdeljen na več delov, ki so jih ločevali številni konstrukcijski nosilci, paluba in črta, narisana vzdolž središča ladje od krme do premca. Večinoma so bile palube izkopavane posamično, čeprav je delo včasih potekalo na več kot eni ravni palub hkrati.
Potem ko je bila ladja sama rešena in izkopana, so mesto izgube temeljito izkopali v letih 1963–1967. Pri tem so odkrili številne dele vrvje in konstrukcijske tramove, ki so odpadli, zlasti s kljunastega dela in krmnega dela. Večina skulptur, ki so krasile zunanjost trupa, je bila najdena tudi v blatu, skupaj s sidri ladje in okostji vsaj štirih ljudi. Zadnji predmet, ki so ga potegnili na površje, je bil 11,7 metra dolg čoln, imenovan esping v švedščini, ki so ga našli vzporedno z ladjo in za katerega se domneva, da ga je Vasa vlekla, ko se je potopila.

## Konservacija
Čeprav je bila Vasa po 333 letih na dnu morja v presenetljivo dobrem stanju, bi se hitro poslabšala, če bi trup preprosto pustili, da se posuši. Velika masa Vase, več kot 600 kubičnih metrov hrastovega lesa, je predstavljala doslej neviden konservatorski problem. Po nekaj razpravah o tem, kako najbolje ohraniti ladjo, je bila konservacija izvedena z impregnacijo s polietilen glikolom (PEG), metodo, ki je od takrat postala standardna obdelava za velike, premočene lesene predmete, kot je angleška ladja Mary Rose iz 16. stoletja. Vasa je bila 17 let škropljena s PEG, nato pa je sledilo dolgo obdobje počasnega sušenja, ki do leta 2011 ni bilo povsem končano.
Razlog, da je bila Vasa tako dobro ohranjena, ni bila le odsotnost ladijskega črva, ki običajno požira lesene ladje, ampak tudi to, da je bila voda v Stockholms strömu močno onesnažena do konca 20. stoletja. Zaradi zelo strupenega in sovražnega okolja so imeli celo najtrdovratnejši mikroorganizmi, ki razgrajujejo les, težave s preživetjem. Kemikalije, prisotne v vodi okoli Vase, so prodrle v les, les pa je bil poln korozijskih produktov iz vijakov in drugih železnih predmetov, ki so korodirali.
Muzej nenehno spremlja ladjo glede poškodb, ki jih povzroči razpadanje ali upogibanje lesa. Tekoče raziskave iščejo najboljši način za ohranitev ladje za prihodnje generacije in čim natančnejšo analizo obstoječega materiala.
Muzej je konec leta 2023 napovedal, da bo za ladjo Vasa zgradil nadomestno ogrodje in novo notranje podporno ogrodje, skupni stroški pa bodo znašali 150 milijonov švedskih kron. Financiranje so iskali pri donatorjih in sponzorjih. Raziskave projekta in delo na gradbenih načrtih so trajale že štiri leta; izvedena so bila tudi poskusna delovanja modelov v polni velikosti. Sam projekt, ki naj bi trajal približno nadaljnja štiri leta, naj bi se začel spomladi 2024. Posledica teh del je, da bo notranjosti ladje dodanih veliko podpornih struktur, kar bo poslabšalo vizualni vtis spodnjih palub in notranjih prostorov. Zato je bil pred začetkom teh del posnet vizualni posnetek videza notranjosti ladje.